# Persone di cognome Abel
| Questa pagina contiene informazioni ricavate automaticamente dalle voci biografiche con l'ausilio del template Bio e di un bot. L'aggiornamento è periodico e automatico e ricostruisce completamente la pagina. Se manca una persona in questa lista, sei pregato di non aggiungerla, ma accertati piuttosto che la sua voce biografica contenga il template Bio e che i dati anagrafici siano correttamente compilati. Se il template Bio manca, inseriscilo tu stesso o, in alternativa, metti l'avviso {{tmp\|Bio}} che ne segnala la mancanza. Se i dati riportati sono sbagliati, correggi direttamente la voce biografica; le modifiche saranno visibili in questa lista entro pochi giorni. Per chiarimenti vedi il progetto antroponimi. La lista contiene solo le 55 persone che sono citate nell'enciclopedia e per le quali è stato implementato correttamente il template Bio. Pagina aggiornata al 17 ott 2024. |

Questa è una lista di persone presenti nell'enciclopedia che hanno il cognome Abel, suddivise per attività principale.

## Assassini seriali(1)
- Ludwig, serial killer tedesco (Düsseldorf, n. 1959)

## Attori(3)
- Alfred Abel, attore e regista tedesco (Lipsia, n. 1879 - Berlino, † 1937)
- Jake Abel, attore statunitense (Canton, n. 1987)
- Walter Abel, attore statunitense (Saint Paul, n. 1898 - Essex, † 1987)

## Attrici(2)
- Ilse Abel, attrice tedesca (Berlino, n. 1909 - Berlino, † 1959)
- Inga Abel, attrice tedesca (Düsseldorf, n. 1946 - Düsseldorf, † 2000)

## Biochimici(1)
- John Jacob Abel, biochimico e farmacologo statunitense (Cleveland, n. 1857 - Baltimora, † 1938)

## Calciatori(1)
- Mathias Abel, ex calciatore tedesco (Kaiserslautern, n. 1981)

## Calciatrici(1)
- Katrine Abel, calciatrice danese (n. 1990)

## Cantanti(1)
- Myriam Abel, cantante francese (La Grand-Combe, n. 1981)

## Chimici(2)
- Emil Abel, chimico austriaco (Vienna, n. 1875 - Londra, † 1958)
- Frederick Augustus Abel, chimico britannico (Londra, n. 1827 - Londra, † 1902)

## Chirurghi(1)
- Clarke Abel, chirurgo e naturalista britannico (Kanpur, † 1826)

## Compositori(1)
- Karl Friedrich Abel, compositore e gambista tedesco (Köthen, n. 1723 - Londra, † 1787)

## Direttori d'orchestra(1)
- Yves Abel, direttore d'orchestra canadese (Toronto, n. 1963)

## Direttori della fotografia(1)
- David Abel, direttore della fotografia olandese (Amsterdam, n. 1883 - Los Angeles, † 1973)

## Disc jockey(1)
- Excision, disc jockey e produttore discografico canadese (Kelowna, n. 1986)

## Economiste(1)
- Caroline Abel, economista seychellese (Victoria, n. 1972)

## Filosofi(1)
- Jakob Friedrich von Abel, filosofo tedesco (Vaihingen an der Enz, n. 1751 - Schorndorf, † 1829)

## Fotografe(1)
- Louise Abel, fotografa norvegese (Goldberg, n. 1841 - † 1907)

## Gambisti(1)
- Christian Ferdinand Abel, gambista e violoncellista tedesco (Hannover, n. 1682 - Köthen, † 1737)

## Hockeisti su ghiaccio(4)
- Brandon Jon Abel, ex hockeista su ghiaccio statunitense (Rochester, n. 1979)
- Clarence Abel, hockeista su ghiaccio statunitense (Sault Ste. Marie, n. 1900 - Sault Ste. Marie, † 1964)
- George Abel, hockeista su ghiaccio canadese (Melville, n. 1916 - Melville, † 1996)
- Sid Abel, hockeista su ghiaccio e allenatore di hockey su ghiaccio canadese (Melville, n. 1918 - Farmington Hills, † 2000)

## Imprenditori(1)
- Greg Abel, imprenditore canadese (Edmonton, n. 1962)

## Insegnanti(1)
- Wilhelm Abel, insegnante tedesco (Bütow, n. 1904 - Gottinga, † 1985)

## Islamisti(1)
- Armand Abel, islamista belga (Uccle, n. 1903 - Aywaille, † 1973)

## Matematici(1)
- Niels Henrik Abel, matematico norvegese (Finnøy, n. 1802 - Froland, † 1829)

## Musicisti(4)
- Clamor Heinrich Abel, musicista tedesco (Bad Essen, n. 1634 - Brema, † 1696)
- Friedrich Ludwig Abel, musicista tedesco (Ludwigslust, n. 1794 - Savannah, † 1820)
- Heinrich Othmar Abel, musicista tedesco
- Johann Leopold Abel, musicista tedesco (Ludwigslust, n. 1795 - Charlton, † 1871)

## Paleontologi(1)
- Othenio Abel, paleontologo austriaco (Vienna, n. 1875 - Mondsee, † 1946)

## Pittori(9)
- Ernst Heinrich Abel, pittore tedesco (Zerbst, n. 1721 - Brema, † 1787)
- Ernst August Abel, pittore tedesco (Zerbst - Darmstadt)
- Florian Abel, pittore tedesco
- François-Barthélemy-Marius Abel, pittore francese (Marsiglia, n. 1832 - Parigi, † 1870)
- Gottlieb Friedrich Abel, pittore e incisore tedesco (n. 1763)
- Hans Abel, pittore tedesco
- Joseph Abel, pittore tedesco (Aschach an der Donau, n. 1764 - Vienna, † 1818)
- Leopold August Abel, pittore e violinista tedesco (Zerbst, n. 1714 - Ludwigslust, † 1794)
- Wilhelm August Christian Abel, pittore tedesco (Zerbst, n. 1748 - † 1803)

## Politiche(1)
- Hazel Abel, politica statunitense (Plattsmouth, n. 1888 - Lincoln, † 1966)

## Politici(1)
- Karl von Abel, politico tedesco (Wetzlar, n. 1788 - Monaco di Baviera, † 1859)

## Registe(1)
- Dominique Abel, regista e scrittrice francese (Lamastre, n. 1962)

## Scrittori(1)
- Antoine Abel, scrittore seychellese (Anse Boileau, n. 1934 - Mahé, † 2004)

## Scrittrici(1)
- Clementine Abel, scrittrice tedesca (Lipsia, n. 1826 - Lipsia, † 1905)

## Storici(1)
- Otto Abel, storico tedesco (Kloster Reichenbach, n. 1824 - Leonberg, † 1854)

## Truccatrici(1)
- Luisa Abel, truccatrice statunitense

## Tuffatrici(1)
- Jennifer Abel, tuffatrice canadese (Montréal, n. 1991)

## Violinisti(4)
- August Christian Andreas Abel, violinista tedesco (Braunschweig, n. 1751 - Ludwigslust, † 1834)
- Friedrich Ludwig Aemilius Abel, violinista tedesco (Ludwigslust, n. 1770 - Ludwigslust, † 1842)
- Ludwig Abel, violinista, compositore e direttore d'orchestra tedesco (Eckartsberga, n. 1835 - Pasing, † 1895)
- Wilhelm Anton Christian Carl Abel, violinista e pittore tedesco (Braunschweig - Flensburgo, † 1795)